# Farah Atassi
Farah Atassi est une plasticienne belge, née le  1er mars 1981 à Bruxelles. Elle vit et travaille à Paris. 

## Biographie
Farah Atassi est née en 1981 à Bruxelles de parents syriens. Elle est diplômée de l’École nationale supérieure des beaux-arts de Paris.  
Évoluant entre figuration et abstraction, elle peint des intérieurs vides, des non-lieux : les salles d’attente, les  lieux publics ou privés, désertés et dépouillés, sont devenus sa marque de fabrique, avec des allusions à Malevitch et des constructions souvent géométriques,.
Farah Atassi est représentée par Almine Rech (Paris, Brussels, Londres, New York et Shanghai), François Ghebaly (Los Angeles) et Xippas (Genève).

## Prix et Résidences
- 2013 :  Nomination au prix prix Marcel Duchamp[4].
- 2013  : Résidence à l’International Studio & Curatorial Program (ISCP), New York, USA
- 2012  : Lauréate du Prix Jean-François Prat, France

## Expositions personnelles
- 2025 : Musée Picasso, Malaga, Spain
- 2022 : Musée Picasso, Paris, France
- 2020 : Paintings, Almine Rech, Paris, France
- 2019 : Lineup, Almine Rech, New York, USA
- 2019 : Paintings, Almine Rech, New York, USA
- 2019 : Consortium Museum, Dijon, France[5]
- 2013 : Galerie Xippas, Paris, France
- 2012 : Farah Atassi & Stéphanie Cherpin, galerie Edouard Manet, Gennevilliers, France.
- 2011 : Galerie Xippas, Paris, France.
- 2011 : Farah Atassi & Elodie Lesourd, Les Eglises, centre d’art contemporain, Chelles, France.
- 2010 : La Vitrine, Galerie Jean Brolly, Paris, France.

## Expositions collectives
- 2013 : After, avec Leonor Antunes, Farah Atassi, David Diao, Iñigo Manglano-Ovalle, Josiah McElheny, Bojan Šarčević, Franck Scurti, Simon Starling et Lucy Williams. Commissaire : Marjolaine Lévy, Galerie JGM, Paris, France.
- 2013 : Farah Atassi, Latifa Echakhch, Claire Fontaine, Raphaël Zarka, artistes nommés pour le prix Marcel Duchamp 2013, Musée des beaux-arts de Libourne, France.
- 2013 : Entre deux, commissaire : Hélène Audiffren, Musée régional d'art contemporain Languedoc-Roussillon, Sérignan, France.
- 2013 : Boîte-en-Valise, Institut Français
- 2012 : Fruits de la passion - Société des Amis du Mnam - Dix ans du Projet pour l'Art Contemporain, Musée national d'art moderne, Centre Georges-Pompidou, Paris, France.
- 2012 : L’art contemporain s’invite à Saint Germain, 10e édition du Parcours Saint-Germain, Paris, France.
- 2011 : Soudain, Déjà, commissaire : Guillaume Désanges, ENSBA, Paris, France.
- 2011 : Pearls of the North, Palais d'Iéna, Paris, France.
- 2011 : Beyond the Crisis, Biennale de Curitiba, commissaires : Alfons Hug et Ticio Escobar, Brésil. Look, inaugural exhibition, Xippas art contemporain, Geneva, Switzerland.
- 2011 : There are two sides to every coin, and two sides to your face, Galerie Xippas, Paris, France.
- 2011 : Si l’espace n’était qu’une dimension intérieure, Abbaye Saint-André, Meymac, France.
- 2010 : Festival, New Festival of the Pompidou center in the Hermitage, commissaire : Bernard Blistène, Hermitage Museum, Saint-Petersbourg, Russie.
- 2010 : Dynasty, ARC/ Palais de Tokyo, Paris, France.
- 2010 : 55e Salon d'art contemporain de Montrouge, commissaire : Stéphane Corréard, La Fabrique, Montrouge, France.
- 2009 : Treasures for Theatre, commissaires : Cécilia Bécanovic La Ferme du Buisson, Noisiel, France.
- 2009 : Insides/Insights, galerie ANNE +, Ivry-sur-Seine, France.
- 2008 : Inertie du héros, commissaire : La Vitrine, galerie des Beaux-Arts de Cergy, Paris, France.

## Collections
- Musée d'art contemporain du Val-de-Marne, Vitry-sur-Seine, France.
- Musée national d’art moderne, Centre Georges-Pompidou, Paris, France.
- Fonds national d’art contemporain, Paris, France[6].
- Fonds municipal d'art contemporain de la Ville de Paris
- Frac Aquitaine, Bordeaux, France.
- Musée des Beaux-Arts de Dole, France.
- Société générale, Paris-la Défense, France.

### Sources
- Philippe Dagen, « Jan Kämmerling et Farah Atassi, Galerie Jean Brolly », Le Monde,‎ 21 mars 2010.
- Philippe Dagen, « Farah Atassi », Le Monde,‎ 21 février 2011 (lire en ligne).
- Lunettes rouges, « La peinture de l’incertitude (Farah Atassi) », Le Monde,‎ 7 mai 2012 (lire en ligne).
- Anaël Pigeat, « Farah Atassi », Art press, juin 2012.
- Georges Bertin et Danielle Rauzy, Pour une autre politique culturelle : institution et développement, Éditions L'Harmattan, 2012, 250 p. (lire en ligne), p. 109.
- Corinne Rondeau et Vincent Huguet, «La Dispute», France Culture, diffusion le 11 septembre 2013 (de 21h à 22h).
- Parole d’artiste : Farah Atassi « Modernisme, ornement et folklore », propos recueillis par Frédéric Bonnet, Le Journal des arts, n°397, 20 septembre-3 octobre 2013, p 14.
- Emmanuelle Lequeux : « Farah Atassi, la fulgurance des lignes pures », Le Quotidien de l'art, n°447, vendredi 20 septembre 2013, p 8
- Elisabeth Franck-Dumas, « Farah Atassi, géomaître », Libération, no 10064,‎ 21 septembre 2013, p. 44.

### Sources sur le web
- « Farah Atassi », sur Duchamp.libourne.fr
- « Farah Atassi », Centre Pompidou.
- Farah Atassi chez Michel Rein